# Прапор Амазонас (штат Бразилії)
Прапор Амазонас є одним з офіційних символів штату Амазонас, Бразилія. Сучасний прапор був запроваджений Законом №1513 від 14 січня 1982 року.

## Символізм
Двадцять п'ять зірок у верхньому лівому куті символізують двадцять п'ять муніципалітетів штату в 1897 році, коли Збройні сили Амазонас вступили у війну за Канудос.  Найбільша зірка в центрі символізує столицю Манаус. Дві горизонтальні білі смуги символізують надію, темно-синій квадратний малюнок, небо, а червона смуга символізує подолання труднощів. 

Реверс прапора Амазонас (підйомник праворуч)
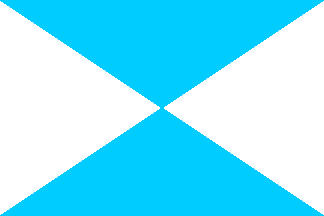
Неофіційний прапор збройних сил Амазонас у Війні Канудус(1897)
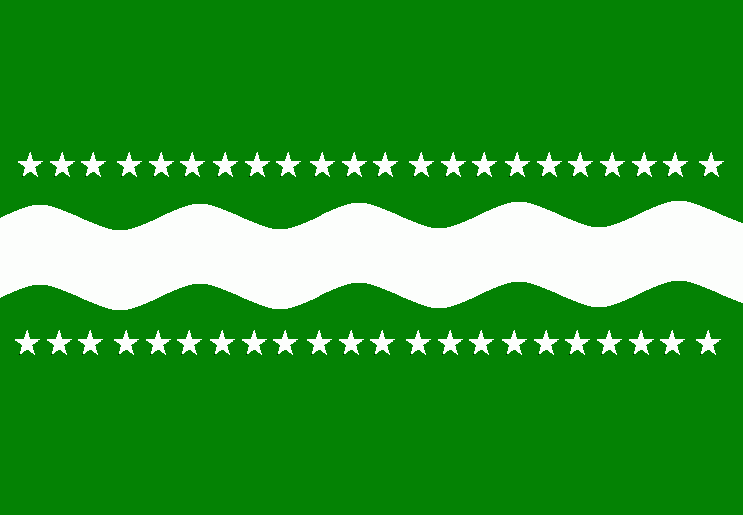
Прапор, запропонований під час уряду Даніло Дуарте де Матоса Ареози(pt) (1967–1971). Замість нього прийнято поточний прапор.
Прапор губернатора Амазонас, із гербом у центрі.